# Grüne & Alternative Student innen
Die Grünen & Alternativen Student_innen (GRAS) sind eine der Partei Die Grünen – Die Grüne Alternative nahestehende politische Studierendenvereinigung in Österreich, die aus der Grünen & Alternativen Wahlplattform hervorging und erstmals im Jahr 1993 bei den Wahlen zur Österreichischen Hochschülerinnen- und Hochschülerschaft (ÖH) antrat. Derzeit hält die GRAS 11 Mandate in der Bundesvertretung der ÖH und ist damit die drittstärkste Kraft nach dem VSStÖ (15 Mandate) und der AG (12 Mandate). Die GRAS ist, mit einer kurzen Unterbrechungen 2009 und 2020, seit 2001 Teil der Exekutive der ÖH-Bundesvertretung. In der laufenden Exekutivperiode koaliert die GRAS mit dem VSStÖ und dem KSV-LiLi. Seit Ende Juni 2024 stellt sie mit Sarah Rossmann die Vorsitzende der ÖH.

## Geschichte
1995 wurden die GRAS zweitstärkste Fraktion im Studierendenparlament und konnten gemeinsam mit der VSStÖ und dem KSV und anderen linken und linksliberalen Studierendengruppen eine Mehrheit bilden. 1997 ging diese Mehrheit verloren und 2001 konnten die GRAS mit Anita Weinberger die erste grüne Vorsitzende der Bundesvertretung stellen. 2003 gelang es schließlich, mit 29 % stimmenstärkste Fraktion zu werden, und die bisher dominierende AktionsGemeinschaft auf den zweiten Platz zu verdrängen. Trotz Veränderung des Wahlsystems wurde die GRAS 2005 wieder stimmenstärkste Fraktion und erreichte mit 14 Mandaten die meisten Direktmandate. Bei der Wahl 2007 konnte die GRAS ihre Mandate auf 15 ausbauen, wurde hinter der AktionsGemeinschaft aber nur mehr zweitstärkste Kraft. Nach der Wahl wurde eine Dreierkoalition zwischen GRAS, VSStÖ und FLÖ vereinbart, die im Juni 2008 brach. Bei der darauf folgenden Wahl 2009 wurde die GRAS drittstärkste Kraft nach Mandaten und zweitstärkste Kraft nach Stimmen in der ÖH. Mit Sigrid Maurer stellte sie 2 Jahre lang den Vorsitz in der ÖH Bundesvertretung. 2011 verlor die GRAS leicht, stellte aber weiterhin mit 14 Mandaten und Janine Wulz den Vorsitz der ÖH Bundesvertretung.
Das vom Mai 2011 bis Oktober 2013 von der Koalition der ÖH an der Universität Wien (GRAS, VSStÖ und KSV-Lili) getragene defizitäre Café Rosa entwickelte aufgrund seiner großen finanziellen Probleme und Untreue-Vorwürfe große mediale Aufmerksamkeit und führte bei der darauf folgenden Wahl im Jahr 2013 zu deutlichen Verlusten der GRAS auf Bundesebene. Die Partei erreichte deshalb im Jahr 2013 zwei Mandate weniger und hält seitdem 12 Mandate in der Bundesvertretung der ÖH. Bei den ÖH-Wahlen 2015 erzielte die GRAS mit 20,06 % über 4 % mehr Stimmen als 2013, die Zahl der Mandate blieb bei 12, die Gesamtzahl der Mandate verringerte sich aber von 100 auf 55 was für die GRAS somit einen Zuwachs an etwa 10 % an Mandatsstärke bedeutete.
Im Oktober 2016 gründete sich in der Steiermark und in Oberösterreich zusätzlich die Studentenorganisation Grüne Studierende. Einer der Sprecher der Grünen Studierenden, Johannes Steiner, äußerte sich zur GRAS, sie „halte am Konsensprinzip fest“, wodurch Funktionäre nicht geheim gewählt würden, und handle seiner Meinung nach „antidemokratisch“. Die sich im linken Spektrum verortende Gruppe warf der GRAS darüber hinaus Versagen und inhaltlichen Verfall vor. Die GRAS hingegen wirft jenen Personen aus dem Umfeld der Jungen Grünen fehlenden Einblick in die Organisationsstruktur der GRAS, Hierarchiegläubigkeit und Anti-Feminismus vor. Im Übrigen handele es sich um ein Projekt narzisstisch veranlagter Einzelpersonen.
Unterstützung bekamen die Grünen Studierenden von der Jugendorganisation, die GRAS hingegen von der Mutterpartei. Im Vorfeld der ÖH-Wahlen im Mai 2017 eskalierte der Streit, da im Raum stand, dass zumindest an den Universitäten in Linz und in Graz zwei konkurrierende grüne Listen antreten könnten. Schließlich trennten sich die österreichischen Grünen am 30. März 2017 von ihrer bisherigen Jugendorganisation.
Aus der Wahl vom 18. bis zum 20. Mai 2021 ging die GRAS trotz leichter Verluste mit 21,72 % als zweitstärkste Kraft nach dem VSStÖ und vor der AktionsGemeinschaft hervor. Daraufhin bildete sich eine Koalition aus dem VSStÖ, der GRAS und der FLÖ, welche in der Bundesvertretung über einen Mehrheit von 32 der 55 Sitze verfügt. Seit dem 3. Juli 2022 stellt die GRAS mit Keya Baier die Vorsitzende der ÖH.
2023 verlor die GRAS von allen wahlwerbenden Gruppen am meisten Prozente, im Gegensatz zur FLÖ jedoch nur ein Mandat. Erstmals seit der Wahl 2001 bildete sich eine rot-grün-rote Koalition aus VSStÖ, GRAS und KSV-LiLi. Die Spitzenkandidatin der GRAS, Sarah Rossmann, wurde per 1. Juli 2023 erste stellvertretende Vorsitzende der Österreichischen Hochschüler_innenschaft. In der Sitzung der Bundesvertretung am 21. Juni 2024 wurde Sarah Rossmann zur Vorsitzenden der Österreichischen Hochschüler_innenschaft gewählt. Die bisherige Vorsitzende Nina Mathies wurde zur ersten stellvertretenden Vorsitzenden gewählt.

## Positionen
Die GRAS verstehen sich als basisdemokratische, antidiskriminierende, ökologisch-nachhaltige, antikapitalistische, antifaschistische und feministische Fraktion. Weitere Grundsätze sind solidarisch, antirassistisch, selbstbestimmt und systemkritisch. Die GRAS sind keine Teilorganisation der Grünen, versteht sich aber als Teil der grünalternativen Bewegung und wird von den Grünen zeitweilig auch finanziell unterstützt.

## GRAS-Gruppen an den Hochschulen
2023 kandidierten die Grünen & Alternativen Student_innen (GRAS) an folgenden Hochschulen:
| Wien                               | Wien                                                 |
| ---------------------------------- | ---------------------------------------------------- |
| Universität Wien                   | Grüne & Alternative Student_innen Uni Wien           |
| Technische Universität Wien        | GRAS TU Wien                                         |
| Wirtschaftsuniversität Wien        | GRAS WU Wien                                         |
| Universität für Bodenkultur Wien   | bagru*gras*boku                                      |
| Steiermark                         |                                                      |
| Universität Graz                   | GRAS Graz                                            |
| Technische Universität Graz        | BasisListe Alternativer Technikerinnen und Techniker |
| Medizinische Universität Graz      | GRAS MUG                                             |
| Salzburg                           |                                                      |
| Universität Salzburg               | GRAS Salzburg                                        |
| Tirol                              |                                                      |
| Universität Innsbruck              | GRAS Innsbruck                                       |
| Oberösterreich                     |                                                      |
| Johannes-Kepler-Universität Linz   | GRAS Linz                                            |
| Kärnten                            |                                                      |
| Alpen-Adria-Universität Klagenfurt | GRAS Klagenfurt/Koroška                              |